# Mass Rapid Transit Authority of Thailand
Управление массовых скоростных перевозок Таиланда или MRTA (англ. Mass Rapid Transit Authority of Thailand) — государственное предприятие, подведомственное Министерству транспорта Таиланда, предоставляющее услуги массовых скоростных перевозок в Бангкоке и прилегающих районах, а так же в других крупных городах.

## История
Управление массового скоростного транспорта Таиланда было создано в 1992 году под названием Столичное управление метрополитенов (тайск. องค์การรถไฟฟ้ามหานคร, англ. Metropolitan Rapid Transit Authority) в соответствии с соответствующим Королевским указом о создании столичного управления скоростного транспорта. Он вступил в силу 21 августа 1992 года. 
Первый генеральный план развития системы железнодорожного общественного транспорта в Бангкоке и прилегающих территориях готовился с 1994 года. Расстояние сети должно было составить 135 км к 2011 году. Также была разработан второй этап системы общественного транспорта для повышения доступности основной системы, с протяжённостью в 206 км. Кабинет министров утвердил план 27 сентября 1994 г.
В 2000 году был издан Закон об Управлении массовых скоростных перевозок  Таиланда, о котором было объявлено в Королевской газете 1 декабря 2000 года, и вступил в силу на следующий день. Согласно этому закону, столичное управление скоростного транспорта изменило свое название на «Управление массовых скоростных перевозок  Таиланда» (англ. Mass Rapid Transit Authority of Thailand).
Новый закон также наделил MRTA множеством дополнительных полномочий и обязанностей, таких как право определять «зоны безопасности» для защиты туннелей и подземных сооружений, а также определять границы территорий метрополитена и управлять этими территориями. Кроме того, этот закон также позволяет MRTA получать доход не только от оплаты проезда, но и другими путями, а также заниматься деятельностью в сфере строительства и управления недвижимостью по мере необходимости, а также управлять транспортом в отдельно оговоренном списке чангватов (провинций): Чиангмай, Пхангнга, Пхукет, Накхонратчасима и других.

## Деятельность

### Большой Бангкок
MRTA управляет системой общественного транспорта в Бангкоке и прилегающих районах используя имя MRT (тайск. รถไฟฟ้ามหานคร, рус. "Столичный метрополитен")
- MRT Blue Line (линия Чалемратчамонгкхон) является концессией MRTA и Bangkok Expressway and Metro
  - участок Хуалампхонг – Бангсы открыт в 2004 году.
  - участок Бангсы - Таопун открыт в 2017 году.
  - участок Хуалампхонг – Лаксон открыт в 2019 году.
  - участок Таопун-Тхапхра открыт в 2019 году.

- MRT Purple Line (линия Чалонгратчадхам).
  - Участок Кхлонг Бангпхай - Таопун был открыт в 2016 году, оператором является Bangkok Expressway and Metro.
  - Участок Таопун – Ратбурана – Кхрунай находится в стадии строительства.

- MRT Yellow Line (участок Латпхрау - Самронг) является концессией MRTA и Eastern Bangkok Monorail Company Limited. Она открылась в 2023 году.

- MRT Pink Line (участок Кхэрай - Минбури) является концессией MRTA и Northern Bangkok Monorail Company Limited. Она открылась в 2023 году.

- MRT Orange Line
  - участок Тайский культурный центр – перекрёсток Ромклау строится.[8]
  - участок Тайский культурный центр - Бангкхуннон находится в процессе подготовки к строительству.

- MRT Brown Line (участок Кхэрай - Бынгкум) находится в процессе проектирования.

С 2023 года BMA (мэрия Бангкока) передала полномочия MRTA заниматься всеми проектами в сфере массового скоростного общественного транспорта на территории Бангкока.

### Чиангмай
Министерство транспорта поручило Управлению массового скоростного транспорта Таиланда построить 3 линии общественного транспорта в городе Чиангмай, а именно:
- Красная линия (между больницей Накхонпин и перекрестком Мэхиасамакхи)
- Синяя линия (Зоопарк Чиангмая – перекресток Променада)
- Зеленая линия (Аэропорт Чиангмая – перекрёсток Руамчок)

В настоящее время все три маршрута находятся на стадии детального проектирования.

### Накхонратчасима
Министерство транспорта поручило Управлению массового скоростного транспорта Таиланда построить 3 линии общественного транспорта в городе Накхонратчасима, а именно:
- Зеленая линия (между рынком Save One, улицей Мукмонтри и центром защиты и профессионального развития Бан Нарисават)
- Оранжевая линия (перекресток Прадок - дорога Чанпхуак - линия рва Старого города)
- Фиолетовая линия (между рынком Save One Market – улица Миттрапхап – Центр защиты и профессионального развития Бан Нарисават)

Управление политики и планирования транспорта и дорожного движения (OTP) рекомендовало MRTA начать строительство с Зеленой линии. В настоящее время разрабатываются детали проекта.

### Пхукет
Министерство транспорта поручило MRTA разработать систему общественного транспорта легкорельсового транспорта в провинции Пхукет. Всего планируются 2 маршрута:
- Перекресток Чалонг — международный аэропорт Пхукет
- Железнодорожный вокзал Тханун — международный аэропорт Пхукет

В настоящее время оба маршрута все еще находятся на стадии детального проектирования.

### Пхитсанулок
Министерство транспорта поручило MRTA разработать систему общественного транспорта в виде системы электрического трамвая на шинах в городе Пхитсанулок. Управлению политики и планирования транспорта и дорожного движения (OTP) было поручено провести технико-экономическое обоснование и проектирование системы. Результаты исследования позволяют предположить реализацию Фазы 1 плана маршрута Красной линии (Университет Пхитсанулок – Центральный универмаг Пхитсанулок). Согласно постановлению Кабмина, оператором проекта станет MRTA.

### Патхумтхани
MRTA было назначено Административной организацией провинции Патхумтхани с целью развития системы общественного транспорта на территории провинции Патхумтхани в виде монорельса. 15 февраля 2023 года был подписан Меморандум о взаимопонимании между государственными учреждениями провинции, администрацией провинции Патхумтхани и MRTA.
Первый маршрут: станция Рангсит - Кхлонг 6 - Новый зоопарк Дусит.
По оценкам на строительство этого проекта уйдет три с половиной года. 